# Crkvenjak
Crkvenjak (en cyrillique : Црквењак) est un village de Bosnie-Herzégovine. Il est situé dans la municipalité de Kreševo, dans le canton de Bosnie centrale et dans la fédération de Bosnie-et-Herzégovine. Selon les premiers résultats du recensement bosnien de 2013, il compte 65 habitants.

## Histoire
La nécropole de Crkvenjak abrite 28 stećci, un type particulier de tombes médiévales ; avec celle de Klupe, située sur le territoire du village de Komari, elle est inscrite sur la liste des monuments nationaux de Bosnie-Herzégovine.

## Démographie

### Évolution historique de la population
| 1948 | 1953 | 1961 | 1971 | 1981 | 1991 | 2013 |
| ---- | ---- | ---- | ---- | ---- | ---- | ---- |
| -    | -    | 113  | 108  | 72   | 61   | 65   |

|  |